# Josephine Herbst
Josephine Herbst (5 de març de 1892 – 28 de gener de 1969) va ser una escriptora i periodista nord-americana, activa des de 1923 fins a prop del moment de la seva mort. Era una radical amb tendències comunistes, que "incorporava la filosofia del socialisme a la seva ficció" i "es va alinear amb l'esquerra política". Va escriure "novel·les proletàries" concebudes seguint la línia del partit, "en termes marxistes" i descrites com una "subtil barreja d'art i propaganda".